# Бевз, Николай Валентинович
Николай Валентинович Бевз (19 декабря 1954, с. Нагорянка, ныне в черте г. Бучача, Тернопольская область) — советский и украинский учёный в области архитектуры, педагог, общественный деятель. Доктор архитектуры, доктор технических наук, Заслуженный архитектор Украины.

## Биография
Родился 19 декабря 1954 года в с. Нагорянка (ныне в черте г. Бучача, Тернопольская область, Украина) в семье преподавателей Бучачского совхоза-техникума. Имеет брата Владимира, тоже архитектора.
Окончил Бучачскую среднюю школу № 1 (в 1972 году, ныне — Бучачская гимназия имени. Н. Гнатюка) и Бучачскую детскую художественную школу (учитель — Емельян Ментус). В 1972-1977 годах учился во Львовском политехническом институте (теперь — Национальный университет «Львовская политехника») на архитектурном факультете (учителя профессии — Татьяна Максимюк, Виктор Кравцов).
В 1977-1978 годах работал архитектором в Студенческом проектно-конструкторском бюро при Львовском политехническом институте (под руководством Веры Лясковской).
С 1978 года и по сей день работает на преподавательской работе в Львовском политехническом институте на архитектурном факультете: до 1992 — ассистентом и старшим преподавателем кафедры Градостроительства ЛПИ, 1992 — на кафедре реставрации и реконструкции архитектурных комплексов, в мае 2002 г. избран заведующим кафедры реставрации архитектурного и художественного наследия.
Действительный член Украинского комитета Международной совета по вопросам памятников и достопримечательных городов ІСОМОЅ; в декабре 2003 года избран вице-президентом Украинского комитета ICOMOS. Вице-президент Общества сторонников крепостей и дворцов (м. Львов). Член Научного Общества имени Шевченко во Львове. Член Общества почитателей Львова.
Сопредседатель украинско-польской научной экспедиции (научные исследования, археологические раскопки на территории нынешней базилики Рождества Пречистой Девы Марии, бывшего Собора Рождества Пресвятой Богородицы) в городе Хелм
Указом Президента Украины № 542/2016 от 6 декабря 2016 года присвоено почетное звание «Заслуженный архитектор Украины».

## Творчество
Автор более 30 архитектурных и градостроительных проектов, в частности:
- проекта Музейно-мемориального комплекса Патриарха Иосифа Слепого в с. Заздрость Теребовлянского района Тернопольской области (1996-1997 гг.),
- проекта памятника Ивану Вышенскому в г. Судовая Вишня (1979 г.),
- проекта реставрации интерьеров аптеки «Под золотым львом» в г. Львове (1996 г.),
- генерального плана заповедника «Княжий Белз» (2003 г.),
- проекта восстановления градостроительного комплекса исторического ядра города Жовквы Львовской области (2001 г.),
- проекта консервации и музеефикации фундаментов Успенский собор Древнего Галича (ныне в с. Крылос), 2001-2002 г. и других.

Автор более 150 научных работ в том числе разведки о архитектурный комплекс центра города Подгайцы оборонительные сооружения города на карте 1782 года. Редактор издания «Владимир Вуйцик: избранные труды» (Ин-та "Укрзападпроектреставрация. — Львов, 2004. — 328 с. — Чис. 14.).
В 1997 году открыл Научно-исследовательскую лабораторию по регенерации заповедных архитектурных комплексов исторических городов Украины (НДЛ-104) при Институте архитектуры Национального университета «Львовская политехника», которой руководит, и в которой на протяжении последних лет выполняются научно-проектные разработки для исторических городов западного региона Украины — Львова, Жовкв, Бэлза, Бучача, Галича, Подгайцев, Ивано-Франковска.
В 1993 году вместе со специалистами и студентами проводил исследования Монастыря святого Онуфрия во Львове.

### Увлечения
Графика, археологические экспедиции.